# Super Kino
Super Kino – jeden z miesięczników z filmami na DVD wydawanych przez Carisma Entertainment Group. Istnieje od 2008 roku.

## Spis filmów wSuper Kiniew 2008 roku
- nr 01/2008 : Uwikłany
- nr 02/2008 : Cena przetrwania
- nr 03/2008 : Poszukiwany, poszukiwana (KK) lub Małżeństwo z rozsądku (KK)
- nr 04/2008 : Brunet wieczorową porą (KK) lub Mąż swojej żony (KK)
- nr 05/2008 : Co mi zrobisz, jak mnie złapiesz? (KK) lub Żona dla Australijczyka (KK)
- nr 06/2008 : Mem - o - ré (KG) lub Wspaniały Joe (KK)
- nr 07/2008 : R - Point (KGX) lub Hypnos (KG)